# Brandon Taylor
Brandon Charles Malik Taylor  (West Hollywood, California, 8 de enero de 1994) es un jugador de baloncesto estadounidense que pertenece a la plantilla del Leyma Coruña de la Liga ACB. Con 1,78 metros de estatura, juega en la posición de base. 

## Trayectoria deportiva

### Universidad
Jugó cuatro temporadas con los Utes de la Universidad de Utah en las que promedió 9,5 puntos, 2,2 rebotes, 3,2 asistencias y 1,2 robos de balón por partido. En 2015 fue incluido en el segundo mejor quinteto de la Pacific 12 Conference mientras que al año siguiente lo fue en el mejor quinteto defensivo de la conferencia.

### Profesional
Tras no ser elegido en el Draft de la NBA de 2016, fue invitado a jugar las Ligas de Verano de la NBA con los Atlanta Hawks, donde participó en cuatro partidos, promediando 4,2 puntos y 1,0 asistencias.
En agosto firmó su primer contrato profesional con el Alba Fehérvár de la liga húngara, donde en su primera temporada promedió 11,8 puntos y 5,0 asistencias por partido.
En la temporada 2021-22, firma por el BCM Gravelines-Dunkerque de la Pro A francesa.
El 1 de agosto de 2023, Taylor fichó por el BAXI Manresa de la Liga ACB.
El 19 de agosto de 2024 fichó por el Leyma Coruña de la Liga ACB.El 29 de Septiembre, en su debut oficial con el conjunto gallego, anotó los primeros puntos de la historia del club en la liga.